# Alconada de Maderuelo
Alconada de Maderuelo is een gemeente in de Spaanse provincie Segovia in de regio Castilië en León met een oppervlakte van 12,07 km². Alconada de Maderuelo telt 35 inwoners (1 januari 2016).

## Demografische ontwikkeling
Bron: INE, 1857-2011: volkstellingen
Opm.: In 1857 werd de gemeente Alconadilla aangehecht